# Evolution: The World of Sacred Device
Evolution: The World of Sacred Device (connu sous le nom de Shinkisekai Evolution (神機世界Evolution) au Japon) est un jeu vidéo de rôle pour Dreamcast et Neo Geo Pocket Color. Il a été développé par Sting et édité par Entertainment Software Publishing au Japon et Ubi Soft en Amérique du Nord et en Europe.
Evolution est un jeu d'exploration de donjons qui suit les aventures de Mag Launcher. Mag Launcher et ses compagnons utilisent des Cyframes, une technologie découverte dans des ruines antiques. Ces Cyframes sont recherchés par les aventuriers qui explorent les cavernes pour les trouver.
Le combat dans Evolution n'est pas aléatoire et se produit chaque fois que le personnage touche un ennemi. Le système de combat utilise des graphismes 3D et est au tour par tour, chaque combattant ayant son propre tour.
Ce jeu et sa suite, Evolution 2: Far Off Promise ont été rassemblés dans Evolution Worlds sur GameCube.

## Accueil
Jeff Lundrigan a passé en revue la version Dreamcast du jeu pour Next Generation, lui attribuant trois étoiles sur cinq.